# Condado de Smith (Texas)
O Condado de Smith é um dos 254 condados do estado norte-americano do Texas. A sede do condado é Tyler, e sua maior cidade é Tyler.
O condado possui uma área de 2 459 km² (dos quais 55 km² estão cobertos por água), uma população de 174 706 habitantes, e uma densidade populacional de 73 hab/km² (segundo o censo nacional de 2000).
O condado foi criado em 1846.